# Maratończyk (film 2012)
Maratończyk – film dokumentalny z 2012 roku reżyserii i scenariusza Zbigniewa Gajzlera, produkcji Macro-Film Production, opowiadający o życiu i osobowości Krzysztofa Jarzębskiego, niepełnosprawnego kolarza słynnego na całym świecie. Sportowiec z powodu raka przeszedł kilka operacji, które zakończyły się dla niego amputacją obu nóg. Pomimo tragedii bohater nie poddał się, a chorobę przekuł w sukces. Film trwa 52 minuty.

## Obsada
- Krzysztof Jarzębski – jako on sam